# Cmentarz Picpus w Paryżu
Cmentarz Picpus w Paryżu – cmentarz założony w 1794 przy ulicy Picpus, w 12. dzielnicy Paryża. Obecnie jedyny prywatny cmentarz w Paryżu. 

## Historia
Cmentarz Picpus znajduje się na terenie dawnego ogrodu klasztoru żeńskiego św. Augustyna, którego mieszkanki zostały wygnane w czasie rewolucji francuskiej. Wybór miejsca nie był przypadkowy – cmentarz znajdował się w bliskim sąsiedztwie Placu Rewolucji i był przeznaczony głównie do pochówków osób straconych na gilotynie. 
Od 13 maja 1794, kiedy dokonano pierwszego zbiorowego pogrzebu, do 28 lipca tego samego roku na cmentarzu zostało pochowanych ponad 1300 straconych. Wszyscy byli wrzucani do zbiorowych grobów – fos wypełnionych niegaszonym wapnem. Po przewrocie thermidoriańskim cmentarz został oficjalnie zamknięty i oddzielony murem od sąsiadujących z nim domów. 
W 1797 teren cmentarza wykupiła księżniczka Amelia de Salm-Kyrburg, której brat został zgilotynowany w czasie rewolucji i pochowany właśnie na Picpus. W 1802 inni arystokraci, których krewni również spoczywali na terenie cmentarza, założyli Komitet Stowarzyszenia Picpus, które rozpoczęło zbiórkę pieniędzy na wykup dawnych budynków klasztornych oraz na poszerzenie cmentarza, by oni sami też mogli zostać tam pochowani. W 1819 roku stowarzyszenie przestało istnieć, jednak wcześniej zrealizowało wszystkie cele statutowe. 
Cmentarz do dziś jest własnością prywatną, obecnie należy do Sióstr Kongregacji Świętych Serc Maryi i Jezusa. Nadal chowane są tu osoby z rodzin arystokratycznych. Odprawiane są też nabożeństwa za dusze osób zgilotynowanych w czasie rewolucji.

## Znani pochowani
- Marie Joseph de La Fayette
- 16 karmelitanek z Compiègne ogłoszonych w 1906 błogosławionymi męczennicami
- André de Chénier
- Aimé Picquet du Boisguy
- Jean-Antoine Roucher